# Denis Le Bihan
Pour les articles homonymes, voir Le Bihan.
Denis Le Bihan (né le 30 juillet 1957) est médecin, physicien, membre de l'Institut (Académie des sciences), membre de l'Académie des technologies , de l'Académie nationale de médecine, membre associé de l'Académie nationale de pharmacie, membre de l'Academia Europae, et directeur-fondateur de NeuroSpin (2007), une institution du Commissariat à l'énergie atomique et aux énergies alternatives (CEA) à Saclay, consacrée à l'étude du cerveau par imagerie par résonance magnétique (IRM) à très haut champ magnétique. Denis Le Bihan a obtenu une reconnaissance internationale pour ses travaux exceptionnels, introduisant de nouvelles méthodes d'imagerie destinées en particulier à l'étude du cerveau humain, comme en témoignent les nombreux prix internationaux qu'il a reçus, comme la médaille d'or de l'International Society of Magnetic Resonance in Medicine (2001), le convoité prix Lounsbery (US National Academy of Sciences et Académie des sciences 2002), le prix Louis D. de l'Institut de France (avec Stanislas Dehaene, 2003), le très prestigieux prix Honda (2012), le prix Louis-Jeantet (2014) ou encore le prix de la Fondation Eduard Rhein (2021). Il est Officier dans l'Ordre National du Mérite. Ses travaux ont porté sur l'introduction, le développement et l'application de méthodes très innovantes, notablement l'IRM de diffusion.

## Biographie
Denis Le Bihan effectue des études de médecine et de physique à Paris. Après un internat en neurochirurgie, radiologie et médecine nucléaire, il obtient son doctorat en médecine en 1984 (université Paris VI aujourd'hui Pierre-et-Marie Curie) avec la spécialité « radiologie ». Il suit également un cursus de biologie humaine (explorations fonctionnelles du système nerveux, modèles mathématiques en médecine). Sa formation en physique porte sur la physique nucléaire et les particules élémentaires (Université Paris XI aujourd'hui Paris-Saclay). Il obtient son doctorat en physique en 1987 (Ecole Polytechnique, Université Paris-Saclay), sa thèse portant sur une toute nouvelle méthode d'imagerie par résonance magnétique qu'il introduit et développe (imagerie de diffusion et imagerie IVIM (en) pour IntraVoxel Incoherent Motion). En 1987, il rejoint les National Institutes of Health (NIH) à Bethesda, Maryland, États-Unis, où il reste jusqu'en 1994. C'est là qu'il continue à développer l'IRM de diffusion, introduisant avec Peter Basser l'IRM du tenseur de diffusion (DTI). Denis Le Bihan rejoint le Service Hospitalier Frédéric Joliot du CEA en 1994 pour y diriger le laboratoire de neuroimagerie anatomique et fonctionnelle. En 2000, il devient le directeur de l'Institut Fédératif de Recherche en neuroimagerie fonctionnelle (IFR 49). Il préside à la fondation et à l'ouverture de NeuroSpin en 2007 et en prend la direction. Depuis 2005, Denis Le Bihan est aussi régulièrement invité comme professeur à l'université de Kyoto (Human Brain Research Center).
NeuroSpin a pu mobiliser des financements publics importants, pour mener des recherches innovantes en imagerie des maladies neurodégénératives. Dans le cadre du projet franco-allemand Iseult NeuroSpin, les équipes du CEA sont en train de finaliser la construction et la mise en service d'un scanner IRM unique au monde mettant en œuvre un champ magnétique record de 11,7 teslas, grâce un aimant de plus de cent trente tonnes au design original.

## Travaux
Denis Le Bihan est en particulier reconnu pour ses travaux de pionnier concernant l’IRM de diffusion, concept dont il a établi les principes et démontré le potentiel,, en particulier médical au cours des années 1980. Depuis, Denis Le Bihan a continué à développer et perfectionner la méthode, et en a étendu encore les champs d’application. L’IRM de diffusion est utilisée dans le monde entier pour étudier l’anatomie de notre cerveau, ses connexions et son fonctionnement. En médecine, les applications neurologiques majeures sont les accidents vasculaires cérébraux (AVC) à la phase aiguë et les affections de la matière blanche, jusqu’aux affections psychiatriques. L’IRM de diffusion prend aussi une grande importance en dehors du cerveau, pour la détection et le suivi des cancers et métastases.

### IRM de diffusion et AVC
L’IRM de diffusion permet de détecter dans le contexte de l’urgence, soit quelques heures après le début d’un AVC, la région du cerveau qui est en train de mourir, car privée de débit sanguin lorsqu’un vaisseau sanguin a été oblitéré par un caillot. Les conséquences de l’AVC sont redoutables : c'est la troisième cause de décès[réf. nécessaire], et elle laisse dans 30 % des cas de lourdes séquelles fonctionnelles (hémiplégie, troubles de la parole) chez des patients qui deviennent incapables de subvenir seuls à leurs besoins. L’AVC est de loin la première source de handicap à long terme, avec des conséquences sociales et économiques considérables. L’IRM de diffusion a permis l’identification précise en urgence de l’AVC et le développement de médicaments qui, injectés dans les toutes premières heures suivant l’AVC, peuvent dissoudre le caillot et faire immédiatement disparaitre les symptômes. La très grande majorité des scanners IRM fabriqués et installés dans le monde sont équipés avec la méthode de l’IRM de diffusion introduite par Denis Le Bihan.

### Connectivité intracérébrale
Le cerveau contient environ 100 milliards de neurones, notre matière grise, qui sont connectés entre eux à raison de 1 000 à 10 000 connexions par neurone par des prolongements appelés axones qui constituent les fibres de la matière blanche. L’IRM de diffusion a permis, pour la première fois, de produire des images en 3D de ces connexions (tractographie), et ce de manière totalement anodine pour les patients (il suffit de s’allonger environ ¼ d’heure dans le IRM). Le principe repose sur le fait que la diffusion de l’eau est plus lente perpendiculairement aux fibres. Il suffit donc d’obtenir des images de la diffusion de l’eau dans différentes directions pour rendre compte de l’orientation des fibres, ce que l’équipe de Denis Le Bihan montra pour la première fois en 1991. Avec la technique de l'IRM du tenseur de diffusion (DTI) mise au point par Denis Le Bihan et Peter Basser aux NIH en 1992, et ses variantes développées depuis (méthodes à haute résolution angulaire), il est maintenant possible d’obtenir des atlas des connexions intracérébrales avec une très grande précision. L’IRM de diffusion permet donc non seulement de diagnostiquer et étudier les affections des fibres de la matière blanche (comme la sclérose en plaques), mais aussi de subtiles anomalies de connexions dans les circuits neuronaux. Ces anomalies qui apparaissent très tôt dans la vie pourraient rendre compte de certains troubles fonctionnels (dyslexie) ou d’affections psychiatriques (schizophrénie, autisme). À l'autre extrémité de la vie, le vieillissement normal ou pathologique (maladies neurodégénératives, comme la maladie d’Alzheimer) s’accompagne aussi d'un réarrangement des connexions cérébrales que l'IRM de diffusion met en évidence.

### IRM de diffusion et cancer
L'IRM de diffusion prend une place grandissante au début du XXIe siècle dans l’exploration des cancers, en particulier pour le sein, la prostate ou le foie. Si l'IRM de diffusion est essentiellement utilisée pour le cerveau, les premiers essais de Denis Le Bihan avaient en fait porté sur le foie pour y identifier des tumeurs et les distinguer des malformations vasculaires. La prolifération des cellules dans les cancers et les métastases sont autant d’obstacles à la diffusion de l’eau qui ralentit. L’IRM de diffusion permet donc de repérer ces lésions cancéreuses et de juger de l’effet de traitements (comme la chimiothérapie) bien avant l’amélioration clinique, ce qui permet d’adapter le traitement très précocement en l’absence de réponse positive.

## Activités non professionnelles
Denis Le Bihan est passionné de musique et un pianiste amateur confirmé donnant de temps en temps des concerts à titre bénévole. C'est aussi un photographe chevronné : il a exposé un extrait de ses œuvres (photos de Kyoto) en novembre 2011 à l'Institut français du Japon - Kansai en soutien aux victimes du séisme de la côte Pacifique du Tōhoku. Passionné de météorologie depuis l'âge de 12 ans il est aussi à l'origine d'un site internet de prévisions météorologiques (mises à jour quotidiennement avec une fenêtre de 6 jours, pour le moment pour la région Ouest de Paris) avec des outils originaux de prévision qu'il a lui-même développés.

## Reconnaissance internationale
En tant que pionnier dans son domaine, Denis Le Bihan a reçu de très nombreux prix et marques de reconnaissance durant sa carrière.
- 2022 : Médaille Antoine Béclère [24] (voir aussi l'interview AuntMinnieEurope[25])
- 2021 : Eduard Rhein Foundation Award[7].
- 2020 : Elected on the Board of Trustees, International Society of Magnetic Resonance in Medicine[26].
- 2020 : Honorary Membership, Japan Radiological Society[27].
- 2014 : Louis-Jeantet Prize[6].
- 2014 : Lauterbur Lecturer (ISMRM, Milan)[28].
- 2012 : Honda Prize[5].
- 2011 : Opening Lecturer, European Congress of Ragiology[29].
- 2010 : Holst Award, Eindhoven University of Technology & Phlips Research[30].
- 2010 : JA Vezina Award, Honorary Member of French Canadian Society of Radiology.
- 2009 : Fellow of the European Society for Magnetic Resonance in Medicine and Biology[31].
- 2004 : Honorary Member, American Society of NeuroRadiology[32].
- 2003 : Louis D. Foundation Award[4].
- 2002 : Loundsbery Award from the National Academy of Sciences (US) and the French Academy of Sciences[3].
- 2001 : médaille d'or de l'International Society of Magnetic Resonance in Medecine[33].
- 2000 : Elected Fellow, International Society of Magnetic Resonance in Medicine[34].
- 1995 : Prix Kodak-Landucci, Lauréat de l’Académie des Sciences, Paris.
- 1994 : prix de la Société européenne de résonance magnétique en médecine et biologie[33].
- 1991 : prix Greenfield de l'American Association of Physicists in Medicine (AAPM)[33].
- 1989 : Prix Foucault pour Travaux en Physique Appliquée, Société Française de Physique.
- 1986 : prix René Djindjian de la Société française de neuroradiologie[33].
- 1985 : prix Michel Katz de la Société française de radiologie[33].